# Osse (rzeka)
Osse – rzeka w południowo-zachodniej Francji, na terenie departamentów Gers, Lot i Garonna oraz Pireneje Wysokie, dopływ rzeki Gélise. Długość rzeki wynosi 120,3 km, a powierzchnia jej dorzecza 542 km².
Źródło rzeki znajduje się na terenie gminy Bernadets-Debat, w departamencie Pireneje Wysokie. Rzeka płynie w kierunku północnym. Do rzeki Gélise uchodzi na terenie gminy Nérac, na zachód od miejscowości Nérac, w departamencie Lot i Garonna.
Nad rzeką położone jest miasto Vic-Fezensac.